# Оперативне командування «Схід»
Оперативне командування «Схід» (ОК «Схід», в/ч А1314) — оперативне об'єднання Сухопутних військ Збройних Сил України у східній частині України, на території 5 областей. Штаб знаходиться в місті Дніпро.
Територія відповідальності: Дніпропетровська, Донецька, Запорізька, Луганська та Харківська області.

## Історія
Після набуття незалежності на території України існувало 3 радянських військових округи: Київський, Одеський й Прикарпатський. В 1998 році в їх межах були утворені:
- Західне оперативне командування (Львів)
- Південне оперативне командування (Одеса)
- Північне оперативне командування (Чернігів)

В 2006 році указом Президента територія України була поділена на військово-сухопутні зони за які відповідали:
- Західне оперативне командування (Львів)
- Південне оперативне командування (Одеса)
- Територіальне управління «Північ» (Чернігів)
- Військово-Морські Сили Збройних Сил України (Крим)

В 2013 році розпочалася чергова реформа, указом Президента України замість 3 органів територіального управління Сухопутних військ було створено 2, на базі 6 АК (колишньої 6 ТА) та 13 АК:
- Оперативне командування «Південь» (Дніпро)
- Оперативне командування «Північ» (Рівне)

### Російсько-українська війна
В 2015 роцу в зв'язку із збройною агресією РФ, на східному напрямку, фактично, до 2014 року не прикритому військами, вирішено було утворити нове окреме оперативне командування. Розпочалася нова реформа Збройних сил — територію України вирішено поділити на 4 військово-сухопутні зони:
- Оперативне командування «Південь» (Одеса)
- Оперативне командування «Північ» (Чернігів)
- Оперативне командування «Захід» (Рівне)
- Оперативне командування «Схід» (Дніпро)

## Структура
До складу ОК «Схід» входять:
- 17-та окрема танкова бригада (А3283, м.Кривий Ріг, Дніпропетровська область)
- 53-тя окрема механізована бригада (В0927, А0536, м.Сєвєродонецьк, м.Лисичанськ, Луганська область)
  - 43-й окремий мотопіхотний батальйон (В0829, м. Сєвєродонецьк)
- 54-та окрема механізована бригада (В2970, А0693, м. Бахмут, Донецька область)
  - 25-й окремий мотопіхотний батальйон (В0676, смт Десна)
  - 46-й окремий батальйон спеціального призначення (В2612, смт Черкаське)
- 92-га окрема штурмова бригада (А0501, с. Клугино-Башкирівка, Харківська область)
  - 22-й окремий мотопіхотний батальйон (В0576, м. Харків)
- 93-тя окрема механізована бригада (А1302, смт Черкаське, Дніпропетровська область)
  - 20-й окремий мотопіхотний батальйон (А1759, смт Черкаське)
- 55-та окрема артилерійська бригада (А1978, м.Запоріжжя, Запорізька область)
- 1039-й зенітний ракетний полк (А1964, смт Гвардійське, Дніпропетровська область)
- 74-й окремий розвідувальний батальйон (А1035 смт Черкаське, Дніпропетровська область)

Частини забезпечення бойової діяльності:
- 188-й командно-розвідувальний центр
- Регіональний центр радіоелектронної розвідки «Схід»
- 121-й окремий полк зв'язку (А1214 смт Черкаське)
- 368-й інформаційно-телекомунікаційний вузол
- 502-й окремий батальйон радіоелектронної боротьби (А1828, смт Черкаське)
- 91-ша окрема бригада підтримки (А0563 м.Охтирка)
- 102-га розрахунково-аналітична станція
- 227-й окремий автомобільний батальйон (А1823, м. Кривий Ріг)
- 218-й об'єднаний центр забезпечення
- 532-й окремий ремонтно-відновлювальний полк (А3336 смт Черкаське)
- 78-й окремий батальйон матеріального забезпечення (А0943 м.Кривий Ріг)
- 133-й окремий батальйон охорони і обслуговування
- інші спеціальні частини та частини забезпечення
- військові комісаріати

## Командування

### Командувачі
- 2015—2017: генерал-лейтенант Наєв Сергій Іванович[7]
- 2017—2019: генерал-лейтенант[8] Красноок Олександр Федорович
- 2019—2021: генерал-майор Нестеренко Олександр Володимирович[9]
- 2021—?: генерал-майор Мікац Олег Михайлович
- 2023—2024: бригадний генерал Тарнавський Олександр Георгійович[10]
- 2024: бригадний генерал Гнатов Андрій Вікторович[11]
- з 2024: бригадний генерал Братішко Дмитро Володимирович[12]

### Начальники штабу— перші заступники командувача
- 2017—2019: генерал-майор Палагнюк Ігор Миколайович
- з 2019: генерал-майор Москальов Едуард Михайлович[13]
- на 2022: бригадний генерал Тарнавський Олександр Георгійович[10]
- 2023—2024: бригадний генерал Сірченко Сергій Анатолійович[14]

### Заступники командувача
- 2019—2021: бригадний генерал Клочков Владислав Вікторович[15]
- на 2022: бригадний генерал Шворак Володимир Васильович[16]
- з 03.06.2025: полковник Сухаревський Вадим Олегович[17]

## Символіка
Об'єднуючим символом усіх Оперативних командувань Сухопутних військ Збройних Сил України є перехрещені меч та пірнач, що їх зображено у верхніх частинах емблем відповідних Оперативних командувань. Сюжети з перехрещеною зброєю, в тому числі й пірначем і мечем, традиційно використовувалися в козацькій геральдиці XVII—XVIII ст.
Також у сучасній емблемі ОК «Схід» відтворено кольори та елементи гербів м. Дніпро та Дніпропетровської області, при створенні яких частково використано історичний герб Кодацької паланки.

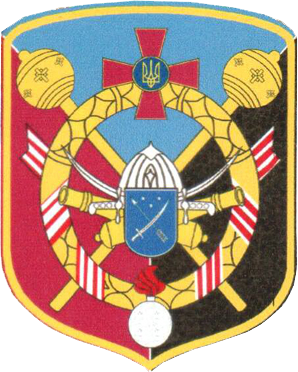
2015—2020
з 2020